# أيام العمر معدودة (فلم)
أيام العمر معدودة هو فيلم مصري عرض عام 1978، بطولة فريد شوقي وناهد شريف ومجدي وهبة، ومن إخراج تيسير عبود.

## قصة الفيلم
يفقد الأسطى كامل وظيفته في الشركة بعد تعرضه لحادث. تعمل زوجته وداد سكرتيرة لمدير الشركة، يشك كامل في خيانتها فيطلقها، ويرحل بابنه إلى القاهرة. تتزوج وداد من المدير، يحاول الموظف حمدي الاعتداء عليها فتقتله، ويحكم عليها بالسجن خمسة وعشرين عامًا، يكبر أحمد ويصبح طبيبًا وتتم خطبته بصفاء، تنتهي مدة عقوبة وداد. يكتشف والد صفاء حقيقة وداد فيفسخ الخطبة وينهار أحمد، إلا أن كامل يسعى لمقابلته ويقنعه بالعدول عن موقفه.

## طاقم التمثيل
- فريد شوقي: (كامل)
- ناهد شريف: (وداد)
- مجدي وهبة: (أحمد)
- محمود المليجي: (سامي - مدير الشركة)
- عماد حمدي: (والد صفاء)
- مريم فخر الدين
- ناهد جبر: (صفاء)
- حسين الشربيني: (حمدان)
- عبد العزيز مخيون
- سعيدة جلال
- سعيد عبد الغني: (فتحي)
- عصام العشري: (أحمد طفلا)
- محمد حمدي: (حمدي)
- طارق النهري
- لويس يوسف
- عبد الحميد أنيس
- محمود كامل
- توفيق الكردي
- سيد إبراهيم

## فريق العمل
- إخراج: تيسير عبود
- تأليف: فيصل ندا
- مدير التصوير: سمير فرج
- مونتاج: صلاح عبد الرازق
- موسيقى تصويرية: فؤاد الظاهري
- إنتاج: شاتو للإنتاج والتوزيع السينمائي (حسن شاتو)
- توزيع داخلي: شاتو للإنتاج والتوزيع السينمائي (حسن شاتو)
- توزيع خارجي: طنوس فرنجية